# 2008년 예멘 홍수

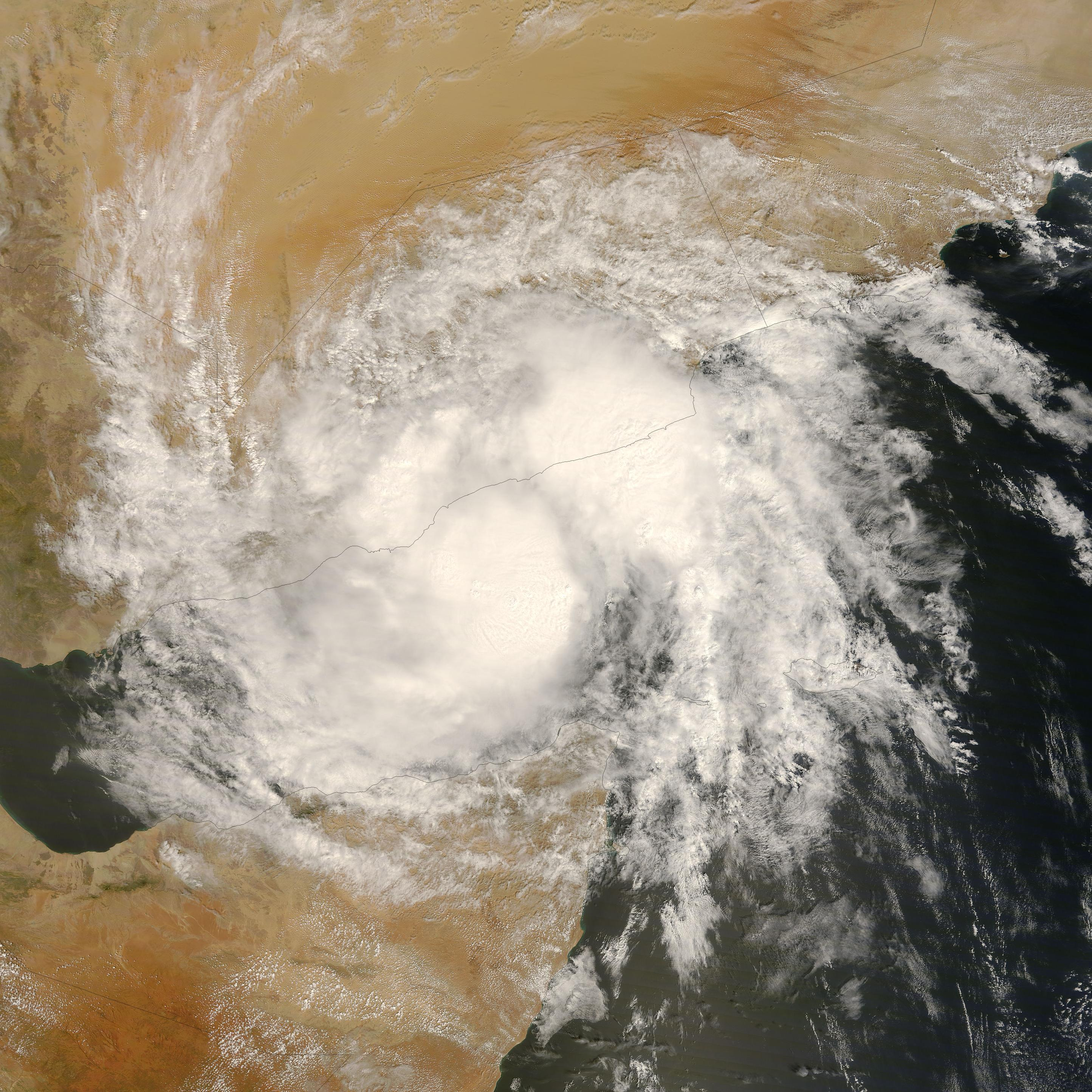
인도양의 약화된 사이클론이 예멘 부근에 상륙하여 홍수를 일으켰다.

2008년 예멘 홍수는 예멘에서 2008년 10월 23일에 발생했으며 58명이 사망하고 2만 명 이상의 수재민이 발생했다. 예멘 역사상 유례없는 홍수를 겪으면서 대부분의 시설이 손실되었다.
홍수의 원인은 10월 19일 인도양에서 발생한 사이클론이 약화된 채 예멘에 상륙하면서 내린 폭우 때문이다. 비가 계속되면서 간접 영향권에 든 사우디아라비아, 소말리아 정부는 기상청 전문가를 파견했었으며, 10월 26일부터 소강상태에 접어들었다.
수천명의 가족들은 학교에서 임시 거처 생활을 했지만 피해를 입은 시민 중 10%만이 누릴 수 있는 헤택일 뿐이었고, 순식간에 밀려든 홍수를 당한 사람들은 즉사하거나 갇혀 있는 경우가 많았다. 또한 홍수로 인하여 전화 시설과 대부분의 전기 시설도 작동하지 않았다.
파악된 가옥 피해는 1200가구 이상이며, 알마흐라흐 지방에서는 낙뢰로 9명이 사망했다.
예멘 정부는 임시 거처로 텐트를 배분하기로 공표하였고, 긴급 물품을 6개의 특수수상기로 수송하였다. 긴급 물품은 10월 25일부터 피해지역으로 배포되었다. 아랍에미리트 정부 또한 구호품 제공 의지를 밝혔다. 하지만 보통 시민들은 정부 지원이 거의 미미하다고 전하였다.

## 같이 보기
- 2002년 오만 사이클론